# Ooops! Noah is Gone...
Ooops! Noah is Gone... is een Duits-Belgisch-Luxemburgs-Ierse computeranimatiefilm uit 2015 van Toby Genkel en Sean McCormack. In België en Nederland is de film uitgekomen onder de naam Beestenboot.

## Verhaal
Dave en zijn zoon Finny zijn twee nestertjes, een zeldzaam dierenras zonder enig nut, die net als alle andere dieren op de vlucht zijn voor de aankomende zondvloed. Gelukkig voor hen is er net een grote ark gebouwd waar telkens een paar van elke diersoort op zijn toegelaten. Echter, nestertjes zijn van zo weinig nut dat er voor hen geen plaats is. Ze krijgen de onvrijwillige hulp van Hazel en haar dochter Leah om toch aan boord te komen. Wanneer de kinderen Finny en Leah door hun nieuwsgierigheid alsnog de ark missen, moeten Dave en Hazel hun verschillen aan de kant zetten om de levens van hun kinderen te redden.

## Rolverdeling
| Personage    | Engelse versie  | Nederlandse versie | Vlaamse versie |
| ------------ | --------------- | ------------------ | -------------- |
| Dave         | Dermot Magennis |                    | Sven De Ridder |
| Finny        | Callum Maloney  |                    |                |
| Hazel        | Tara Flynn      | Elise Schaap       |                |
| Leah         | Ava Connolly    |                    | Mieke Laureys  |
| Leeuw        | Alan Stanford   |                    | Vic De Wachter |
| Chimpansee   | Paul Tylak      | Bas Muijs          |                |
| Mrs. Griffin | Aileen Mythen   | Sanne Vogel        |                |
| Mr. Griffin  | Dermot Magennis | Hans Kraay jr.     |                |